# PPG (戦車)
PPG豆戦車（ロシア語:Подвижное пулемётное гнездо）は、ソビエト連邦の装甲牽引車（豆戦車）である。
英訳するとMobile Machine-gun nest（機動型機銃巣）
開発時の名称はオブイェークト217。

## 概要
本車が開発されたのは第一次芬ソ戦争（冬戦争）のさなかであった。
遮蔽物のない戦場においてフィンランド軍から一方的な攻撃を受け、被害が甚大になったことから、労農赤軍は装甲車が兵員を搭載したソリを牽引することで解決を図ろうとした。
敵の射撃を避けるため車高は極限まで低く抑えられており、乗員2名は腹ばいで搭乗する。最大20ミリ厚の装甲を持ち、車体正面に2丁の機関銃を備える。エンジンはオートバイ用のものが使用された。

## 戦歴
しかしソ連側がこのように戦術の本格的な見直しを始めたのは冬戦争が勃発してから2カ月程度たった、1940年1月末からであった。
本車の開発もこの頃から開始され、試作の完成から即座に試験を行うも既に3月に差し掛かっていた。
そして3月13日には冬戦争自体が終結してしまい、本車の投入は結局行われなかった。
冬戦争の終結に前後してソ連はPPGの計画そのものを凍結したが、以後独ソ戦などでソリによる兵員輸送戦術そのものは行われ、それなりの成果をあげた。

## 牽引車としての性能
元より試験でも極めて貧弱な装甲と申し訳程度の武装、そして肝心のソリ牽引に関しても芳しくない結果であり、仮に冬戦争がその後継続したとしても実戦投入が行われたかはかなり疑わしい。
フィンランド軍は貧弱な対戦車装備しか持っていなかったが、試験の中でそれらに対してでも本車の装甲では耐えがたいという結果が出ており、また、ソリを牽引する場合はカタログスペック上の速度よりも遅くならざるを得ない為、迎撃も容易だったと思われる。
クリアランスが300mm確保されているが、改良が行われたかどうかは不明。

## 参考
- Russian Battlefield - PPG Tankette
- А. Г. Солянкин, М. В. Павлов, И. В. Павлов, И. Г. Желтов. Отечественные бронированные машины. XX век. 1905—1941 — Москва: Экспринт, 2002. — Т. 1. — 344 с. — 2000 экз. — ISBN 5-94038-030-1.